# Lush Cosmetics
LUSH (LUSH Fresh Handmade Soaps and Natural Cosmetics) — косметическая компания, основанная в городе Пуле, в  апреле 1995 года, соучредителями Лиз Вейр и Марком Константином, которые вместе работали в разных косметических компаниях, прежде чем решили основать свою фирму. Известна принципом этичности, продукцией, изготовляемой вручную, из натуральных компонентов, не тестируемой на животных.

## История
Первый магазин Lush открылся в городке Пул, Дорсет, а затем точки появились уже в Лондоне, Великобритания, и на данный момент расширились до 900 и более торговых точек по всему миру, включая Австралию, Австрию, Канаду, Чили, Хорватию, Чехию, Финляндию, Эстонию, Францию, Германию, Гонконг, Венгрию, Исландию, Индию, Индонезию, Ирландию, Италию, Японию, Македонию, Мальту, Марокко, Нидерланды, Новую Зеландию, Филиппины, Катар, Румынию, Украину, Сербию, Словению, Южную Корею, Испанию, Шри-Ланку, Швецию, Швейцарию, Тайвань, Турцию, ОАЭ и США.

## Продукция
Компания является «борцом за экологию», использует безопасные синтетические и натуральные ингредиенты, свежевыжатые соки из фруктов, овощей и растений, различные эфирные масла. 17 % изделий содержат животные компоненты, такие как воск, ланолин и мёд, 83 % — полностью растительные, они помечаются специальной буквой «V» (от англ. vegan). В 2007 году по заказу компании Lush мыловаренная компания «Kay’s» разработала основу для производства мыла без добавления пальмового масла. Причиной такого шага стала массовая вырубка джунглей, приводящая к гибели орангутанов и ограничению мест обитания лесных племен. Во многих странах была проведена кампания «Смойте с рук пальмовое масло». Подготовленная техническая документация позволила перевести все виды мыла, выпускаемые под маркой Lush, на новую основу: очищающий и пенящийся эффект обеспечивают рапсовое и кокосовое масла. Мыло, сделанное на этой основе, своим качеством не уступает мылу с традиционным добавлением пальмового масла. Вред природе не наносится от выращивания этого сырья. Все продукты фирмы сделаны из свежих ингредиентов, на каждой банке указан срок годности. Например, срок годности масок для лица — в среднем месяц, если хранить их при опредёленной температуре. На этикетке продукта указывается имя человека, который его изготовил.
Компания LUSH не тестирует продукты на животных, поскольку использует проверенные ингредиенты, эффективность которых давно доказана[кем?]. Готовые продукты тестируются на добровольцах только для выявления эффекта продукта.

## Благотворительность
По утверждению Lush, компания тратит на благотворительность около 2 % прибыли и позиционирует себя как этичный бренд. По словам одного из основателей Lush Марка Константина, финансирование групп активистов — «главное из того, что мы делаем».
В 2009 году Lush поддержала Ассоциацию саботажников охоты (HSA), выпустив твердую пену для ванн Fabulous Mrs Fox, £50000 от продажи которой были перечислены ассоциации для финансирования борьбы с незаконной охотой. Во время проведения этой кампании Lush сама стала мишенью сторонников охоты: магазины Lush подвергались вандализму, а сотрудники получали угрозы.

### Чарити Пот
Компания выпускает крем Чарити Пот (Charity Pot), вся выручка от продаж которого (за вычетом НДС) используется в благотворительных целях — защиты животных и окружающей среды, помощи детям и других. С момента запуска программы «Чарити Пот» в 2007 году, Лаш пожертвовал более $33,000,000 в более чем 2450 благотворительных организаций в 42 странах мира. Среди российских проектов Чарити Пот помощь Байкальскому государственному биосферному заповеднику и воспитанницам социально-реабилитационного центра Российского Красного Креста в Санкт-Петербурге. В апреле 2010 года LUSH инициировала сотрудничество с благотворительным фондом защиты животных «БИМ». Часть средств от продажи крема Чарити Пот будет направлена на обеспечение животных приюта кормами и лекарствами.